# Maria Rita Kehl
Maria Rita Kehl ORB (Campinas, 10 de dezembro de 1951) é uma psicanalista, jornalista, ensaísta, poetisa, cronista e crítica literária brasileira. Em 2010, venceu o Prêmio Jabuti de Literatura na categoria "Educação, Psicologia e Psicanálise" com o livro O Tempo e o Cão - A Atualidade das Depressões  e recebeu o Prêmio Direitos Humanos do governo federal na categoria "Mídia e Direitos Humanos".

## Biografia
Neta dos escritores Eunice Penna e Renato Kehl, formou-se em Psicologia pela Universidade de São Paulo (USP), começando a escrever para o Jornal do Bairro enquanto ainda cursava a graduação. Fez parte do periódico por dois anos, na época dirigido por Raduan Nassar. Foi editora do noticioso Movimento, um dos mais importantes nomes do jornalismo alternativo durante o regime militar no Brasil, ao lado do Opinião e d’O Pasquim.
Maria Rita também teve participação na fundação do jornal Em Tempo e já escreveu como jornalista freelancer para veículos de comunicação como Veja, Isto É e Folha de S. Paulo.
Em 1979, cursou mestrado em Psicologia Social e elaborou a dissertação "O Papel da Rede Globo e das Novelas da Globo em Domesticar o Brasil Durante a Ditadura Militar", de repercussão na área da comunicação. Em 1981, começou a atender pacientes diretamente e, desde então, não parou. Em 1997, concluiu o doutorado em Psicanálise pela PUC-SP com uma pesquisa que resultou no livro Deslocamentos do Feminino - A Mulher Freudiana na Passagem para a Modernidade (Imago Editora, 1998).
Atualmente, possui um total de nove livros publicados. É psicanalista de membros do Movimento dos Trabalhadores Rurais Sem Terra (MST).
Em 2012, foi convidada a integrar a Comissão Nacional da Verdade, instalada em 16 de maio daquele mesmo ano, para apurar as violações aos Direitos Humanos ocorridas no período entre 18 de setembro de 1946 e 5 de outubro de 1988.

## Estadão
Assinava uma coluna quinzenal no Caderno 2 do diário O Estado de S. Paulo', desde fevereiro de 2010, na qual publicou, no dia 2 de outubro do mesmo ano, o artigo "Dois Pesos...". Nele, falou sobre as inúmeras correntes de e-mail enviadas pela Internet que desqualificavam os votos dos "pobres" das denominadas classes sociais D e E sob um argumento que considerou "familiar ao leitor": "(...) os votos dos pobres a favor da continuidade das políticas sociais implantadas durante oito anos de governo Lula não valem tanto quanto os nossos", afirmando ainda que, de acordo com tal argumento, os votos destes cidadãos "não são expressão consciente de vontade política" e "teriam sido comprados ao preço do que parte da oposição chama de bolsa-esmola".
Além de refutar argumentos de alguns e-mails que circulavam pela internet com ironias como "onde foram parar os verdadeiros humildes de quem o patronato cordial tanto gostava, capazes de trabalhar bem mais que as oito horas regulamentares por uma miséria?" e observações como "se for verdade, é estarrecedor imaginar do que viviam antes disso", Maria Rita fez, também, comentário favorável ao Programa Bolsa Família ao escrever: "Vale mais tentar a vida a partir do Bolsa Família, que apesar de modesta, reduziu de 12% para 4,8% a faixa de população em estado de pobreza extrema. Será que o leitor paulistano tem ideia de quanto é preciso ser pobre, para sair dessa faixa por uma diferença de R$ 200?".
Ela ainda termina o artigo escrevendo que "quando, pela primeira vez, os sem-cidadania conquistaram direitos mínimos que desejam preservar pela via democrática, parte dos cidadãos que se consideram classe A vem a público desqualificar a seriedade de seus votos". Tudo isso ocorreu na época das eleições para presidente de 2010, quando o jornal declarou abertamente apoio ao candidato José Serra, do PSDB.
O artigo - incluído posteriormente no livro 18 Crônicas e Mais Algumas - gerou grande repercussão na Internet e, no dia 6 de outubro de 2010, a colunista foi demitida pelo O Estado de S. Paulo. Mais do que os protestos pontuais na rede, a demissão de Maria Rita suscitou discussões a respeito do posicionamento dos meios de comunicação diante de uma ameaça contrária às opiniões defendidas e consagradas pelas linhas editoriais dos grandes nomes da imprensa. A jornalista interpreta sua própria demissão como uma situação absurda: "Como é que um jornal que anuncia estar sob censura, pode demitir alguém só porque a opinião da pessoa é diferente da sua?".
Segundo Maria Rita, o motivo de sua demissão foi o fato de o jornal ter considerado o texto um "delito de opinião", em entrevista concedida a Bob Fernandes, do portal Terra. O diretor do Grupo O Estado de S. Paulo, Ricardo Gandour, também em entrevista concedida a Bob Fernandes, comentou sobre o ocorrido, afirmando que "não houve demissão", uma vez que "colunistas se revezam, cumprem ciclos". Gandour disse também que "não houve censura, a coluna saiu integralmente, sem mexer em uma vírgula".
Quando argumentado pelo repórter que, apesar de Ricardo Gandour ter negado um possível ato de censura, houve consequências para a colunista por ter expressado sua opinião, o diretor do jornal alegou que o cerne daquele espaço era baseado na psicanálise, entretanto "esse não era o enfoque que ela vinha praticando", mas admitiu ter considerado a coluna de sábado "uma coluna forte".
O jornal havia decidido afastar a colunista e não foi dito nem anteriormente, nem posteriormente, que ocorreu uma coincidência com relação a essa última “coluna forte” – o real motivo, porém, não foi melhor elucidado. Gandour finalizou dizendo lamentar que estivesse "havendo uma leitura histérica disso".
Em entrevista ao site Viomundo, Maria Rita desmentiu a versão de que havia sido contratada para escrever apenas sobre psicanálise, afirmando que em um primeiro momento foi, sim, chamada "para escrever sobre psicanálise", porém, logo argumentou com a editora do Caderno 2 que só escrever sobre psicanálise conflitava com o seu consultório. "De vez em quando, disse-lhe, poderia escrever sobre o tema, mas eu gostaria mesmo era de escrever sobre tudo, inclusive política, assunto que me interessa muito. Ela aceitou".
Maria Rita disse, ainda, que conforme sua coluna foi adquirindo grande repercussão, boatos começaram a circular de que ela "estava proibida de escrever sobre política, só poderia escrever sobre psicanálise" - no dia 6 de outubro, após uma reunião que a editora teve com Gandour, veio a resposta. Segundo a jornalista, "Gandour disse que por conta da repercussão, a minha posição havia ficado insustentável, intolerável".
Quando questionada se sofreu censura, ela respondeu: "A palavra censura não é boa. No meu conceito, censura seria: você não pode escrever sobre isso ou aquilo, corta uma linha aqui, outra ali… O que o meu caso demonstrou é que o jornal não permite uma visão diferente nas suas páginas. É isso. Essa é a dita imprensa liberal".

## Obras publicadas
- Processos Primários (Editora Estação Liberdade, 1996)
- A Mínima Diferença (Imago Editora, 1996)
- Deslocamentos do Feminino - A Mulher Freudiana na Passagem para a Modernidade (Imago Editora, 1998)
- Função Fraterna (Relume Dumará, 2000)
- Sobre Ética e Psicanálise (Companhia das Letras, 2000)
- Ressentimento (Casa do psicólogo, 2004)
- Videologias, coescrito por Eugênio Bucci (Boitempo Editorial, 2004)
- A Fratria Órfã (Editora Olho d'Água, 2008)
- O Tempo e o Cão (Boitempo Editorial, 2010)
- 18 crônicas e mais algumas (Boitempo Editorial, 2011)